# John Sutter
John Augustus Sutter (ur. 15 lutego 1803, zm. 18 czerwca 1880) – jeden z pionierów i osadników na Wybrzeżu Pacyfiku w USA. Z pochodzenia był Szwajcarem. W 1848 roku odkrył złoża złota w Kalifornii, co zapoczątkowało gorączkę złota i przyczyniło się do powstania miasta Sacramento.